# Žaneta Fuchsová
Žaneta Fuchsová (* 31. März 1972 in Prag) ist eine ehemalige Kinderdarstellerin der damaligen Tschechoslowakei.

## Werdegang
Ihre erste Rolle als Kinderdarstellerin hatte Fuchsová bereits 1977 in der Fernsehserie Novinárske rozprávky. 1980 wurde sie vor allem durch die Titelrolle in der Fernseh-Kinderserie Luzie, der Schrecken der Straße (als Janeta Fuchsova) bekannt. Es folgten in den 1980er Jahren weitere Kinderserien und Filme. Nach ihrer Kindheit endete ihre Schauspielkarriere. Sie bewarb sich am Konservatorium, wurde aber wegen ihrer antikommunistischen Familie abgelehnt. Deswegen studierte sie an einer Wirtschaftsschule und wurde Verlagssekretärin. Später kehrte sie zum Film zurück und arbeitete als Regieassistentin. Ihr Comeback-Versuch als Schauspielerin scheiterte jedoch.
Fuchsová lebt immer noch in Prag, hat zwei Kinder und ist seit Anfang 2006 zum zweiten Mal verheiratet. Ihr heutiger Name ist Žaneta Tomášková, ein weiterer Name war Žaneta Bukovská.

## Filmografie
als Schauspielerin:
- 1977: Novinárske rozprávky (Fernsehserie)
- 1979: Poštovský panáček
- 1979: Keine Endstation, nicht aussteigen (Nekonečná – nevystupovat)
- 1979: Der Katzenprinz (Kočičí princ)
- 1979: Jak rodí chlap
- 1979: Gänschen (Housata)
- 1980: Luzie, der Schrecken der Straße (Lucie, postrach ulice, Fernsehserie, 6 Folgen)
- 1980: Julek
- 1980: Poeta (Kurzfilm)
- 1981: Das Schäfchenzählen (Počítání oveček, Fernsehfilm)
- 1981: Ein Klecks ins Märchen (Kaňka do pohádky)
- 1982: Hlavní výhra (Fernsehfilm)
- 1983: Der fliegende Ferdinand (Létající Čestmír, Fernsehserie, 6 Folgen)
- 1984: Der Wunschkindautomat (Bambinot, Fernsehserie, 7 Folgen)
- 1984: ...a zase ta Lucie! (Serie Luzie, der Schrecken der Straße als Fernsehfilm)
- 1986: Die Tintenfische aus dem zweiten Stock (Chobotnice z II. patra, Fernsehserie, 6 Folgen zu 60 Minuten oder 10 Folgen zu 25 Minuten)
- 1986: Pohádka bez konce
- 1986: Bakalári (Fernsehserie, 1 Folge)
- 1988: Pan Tau – Der Film (Pan Tau – herečka v divadle)
- 1989: Der Zug der Kindheit und der Hoffnung (Vlak dětství a naděje, Fernsehserie, 6 Folgen)
- 1999–2002: Maigret (Fernsehserie, 2 Folgen)
- 2005–2006: Rodinná pouta (Fernsehserie, 3 Folgen)
- 2016: Ohnivý kuře (Fernsehserie)

als Regieassistentin:
- 2002: Maigret chez le ministre
- 2002: Maigret et le marchand de vin
- 2013: Helena (Fernsehserie, 10 Folgen)
- 2021: Tajemství a smysl života